# Кристаллографическая точечная группа симметрии
Кристаллографическая точечная группа симметрии — это точечная группа симметрии, которая описывает макросимметрию кристалла. Поскольку в кристаллах допустимы оси (поворотные и несобственного вращения) только 1, 2, 3, 4 и 6 порядков, из всего бесконечного числа точечных групп симметрии только 32 относятся к кристаллографическим.

## Обозначения

### СимволикаБраве
В основном используется в учебных целях и сводится к перечислению всех элементов точечной группы. Поворотные оси симметрии обозначаются буквой L с нижним цифровым индексом n, соответствующим порядку оси ({\displaystyle L_{n}}) — {\displaystyle L_{1}}, {\displaystyle L_{2}}, {\displaystyle L_{3}}, {\displaystyle L_{4}} и {\displaystyle L_{6}}.
Инверсионные оси (комбинация поворота с инверсией) обозначаются буквой Ł с нижним цифровым индексом n, соответствующим порядку оси (Łn) — Ł2, Ł3, Ł4 и Ł6. Инверсионная ось первого порядка (центр инверсии) обозначается символом C. Инверсионная ось второго порядка есть просто плоскость симметрии и обычно обозначается символом P. Для уточнения ориентации плоскости относительно главной оси могут использоваться разные индексы, например, || и ⊥. Например, символ L2P⊥C обозначает группу состоящую из оси второго порядка и перпендикулярной к ней плоскости (и, как следствие их взаимодействия, центра инверсии), а символ L22P|| — группу состоящую из оси второго порядка и двух параллельных ей плоскостей (хотя в случае только параллельных плоскостей символ || обычно опускают и будет L22P). Символ L44L24P||P⊥C обозначает группу, состоящую из оси четвёртого порядка, четырёх перпендикулярных к ней осей второго порядка, четырёх параллельных ей плоскостей, одной перпендикулярной плоскости и центра инверсии.

### Символика Шёнфлиса
Символика Шёнфлиса основана на классификации точечных групп по семействам и широко используется для обозначения вообще всех точечных групп, а не только кристаллографических.
Семейство групп с единственной поворотной осью обозначается латинской буквой C с индексом, показывающим порядок оси. К кристаллографическим относятся C1, C2, C3, C4 и C6.
Добавление горизонтальной плоскости к группам Cn обозначается дополнительным индексом h. Получаем группы C2h, C3h, C4h и C6h.
Добавление вертикальных плоскостей к группам Cn обозначается дополнительным индексом v. Группы C2v, C3v, C4v и C6v.
Поскольку в группе C1 не существует особых направлений, добавленная плоскость не может характеризоваться как вертикальная или горизонтальная. Такая плоскость обозначается индексом s. Таким образом, символ группы состоящей из одной плоскости симметрии — Cs (нем. spiegel — зеркало).
Группы с осями второго порядка, перпендикулярным главной оси обозначаются буквой D с индексом, показывающим порядок главной поворотной оси. К кристаллографическим относятся D2, D3, D4 и D6.
Добавление горизонтальной плоскости к группам Dn обозначается, так же, как и в случае Сn, дополнительным индексом h. Группы — D2h, D3h, D4h и D6h.
Добавление вертикальных плоскостей к группам Dn неоднозначно, так как плоскости могут располагаться как между горизонтальными осями второго порядка, так и совпадать с ними. В первом случае добавляется индекс d, обозначающий диагональное расположение плоскостей (по диагонали между направлениями осей второго порядка). Получаются кристаллографические группы D2d и D3d. В группах Dnd взаимодействие горизонтальных осей второго порядка и вертикальных зеркальных плоскостей приводит к возникновению зеркальной оси порядка 2n. Поэтому группы D4d и D6d не являются кристаллографическими, так как содержат зеркальные оси порядков 8 и 12, соответственно.
Добавление к группам Dn вертикальных плоскостей вдоль осей второго порядка порождает горизонтальную плоскость симметрии и получаются описанные выше группы Dnh
Группы, состоящие из одной зеркальной оси, обозначаются символом Sn. При нечётном n зеркальная ось эквивалентна наличию поворотной оси порядка n и перпендикулярной к ней плоскости, то есть группе Cnh, поэтому в группах Sn индекс n всегда чётный. К ним относятся S2 (группа, состоящая только из центра инверсии), S4 и S6. Любая зеркальная ось может описываться также, как и инверсионная ось, поэтому возможно альтернативное обозначение этих групп — Cni, где n — порядок инверсионной оси. Получаются Ci = S2, C4i = S4 и C3i = S6.
Кристаллографические точечные группы, в которых присутствуют несколько осей высшего порядка (то есть порядка больше двух), обозначаются символами T или О, в зависимости от присутствующих в них поворотных осей. Дополнительные индексы h и d указывают на наличие горизонтальных (и вертикальных) и диагональных плоскостей симметрии. Если в группе присутствуют только поворотные оси 2 и 3 порядков, то группа обозначается символом T (так как такая комбинация поворотных осей присутствует в тетраэдре). Если в группе присутствуют только поворотные оси 2, 3 и 4 порядков, то группа обозначается символом O (так как такая комбинация поворотных осей присутствует в октаэдре). Добавление горизонтальных плоскостей симметрии приводит к группам Th и Oh (Oh — группа симметрии куба и октаэдра). В обеих группах присутствуют как горизонтальные плоскости, так и вертикальные. Добавление диагональных плоскостей к группе T, приводит к группе Td (группа симметрии тетраэдра). Группа Od не существует, так как добавление диагональных плоскостей к группе O приведёт к предельной группе симметрии шара, содержащей все возможные повороты и отражения.
Обозначения Шёнфлиса используются в теории групп, физике и кристаллографии. В символике Шёнфлиса используются только порождающие элементы симметрии (то есть из которых можно вывести все остальные элементы симметрии группы). Обозначения инвариантны относительно выбора системы координат, что одновременно является как достоинством, когда нас просто интересует симметрия системы, так и недостатком, в случае если важна ориентация элементов симметрии точечной группы по отношению к другим объектам, например, системе координат кристалла, или по отношению к осям решётки Браве пространственной группы. Поэтому в кристаллографии чаще используются символы Германа-Могена, особенно для описания пространственных групп.

### Символика Германа — Могена(международная символика)
В символе Германа — Могена обозначаются симметрически неэквивалентные элементы симметрии. Поворотные оси симметрии обозначают арабскими цифрами — 1, 2, 3, 4 и 6. Инверсионные оси обозначают арабскими цифрами с чёрточкой сверху — 1, 3, 4 и 6. При этом ось 2, которая является просто плоскостью симметрии, обозначается символом m (англ. mirror — зеркало). Направлением плоскости является направление перпендикуляра к ней (то есть оси 2). Зеркальные оси в международной символике не используются.
Ориентация элемента относительно координатных осей задаётся позицией элемента в символе группы. Если направление оси симметрии совпадает с направлением плоскости, то они записываются на одной позиции в виде дроби. Если инверсионная ось имеет бо́льшую величину симметрии, чем совпадающая с ней поворотная, то в символе указывают именно её (то есть записывают не {\displaystyle \color {Black}{\tfrac {3}{m}}}, а 6; при наличии в группе центра инверсии не 3, а 3).
Низшая категория — точечные группы, в которых максимальный порядок любой оси (поворотной или несобственного вращения) равен двум.
К ней относятся группы 1, 1, 2, m, {\displaystyle \color {Black}{\tfrac {2}{m}}}, 222, mm2 и {\displaystyle \color {Black}{\tfrac {2}{m}}{\tfrac {2}{m}}{\tfrac {2}{m}}}. Если в символе группы три позиции, то
на 1-й позиции — направление вдоль оси X
на 2-й позиции — направление вдоль оси Y
на 3-й позиции — направление вдоль оси Z
В нестандартной установке группа mm2 может быть записана как m2m или как 2mm. Аналогично, группы 2, m и {\displaystyle \color {Black}{\tfrac {2}{m}}} могут быть записаны более подробно — с указанием, вдоль какой координатной оси идёт направление оси второго порядка и/или плоскости. Например, 11m, 1m1 или m11. Эта особенность символики используется для однозначного описания пространственных групп при различном выборе системы координат, так как символы пространственных групп являются производными от символов соответствующих им точечных групп.
Средняя категория — точечные группы, в которых присутствует одна ось порядка выше двух (ось высшего порядка). Тут следует отметить, что в кристаллографии используется кристаллографическая система координат, связанная с симметрией кристалла. В этой системе осями выбираются особые направления в кристалле (направления, вдоль которых идут оси симметрии или трансляции). Поэтому при наличии одной оси 3 или 6 порядка, угол между направлениями X и Y равен 120°, а не 90° как в обычной Декартовой системе координат.
на 1-й позиции — направление главной оси, то есть ось Z
на 2-й позиции — побочное направление. То есть направление вдоль оси X и эквивалентной ей оси Y
на 3-й позиции — диагональное направление между симметрически эквивалентными побочными направлениями
К этой категории относятся группы 3, 4, 6, 3, 4, 6, 32, 422, 622, 3m, 4mm, 6mm, 3{\displaystyle \color {Black}{\tfrac {2}{m}}}, 42m, 6m2, {\displaystyle \color {Black}{\tfrac {4}{m}}}, {\displaystyle \color {Black}{\tfrac {6}{m}}}, {\displaystyle \color {Black}{\tfrac {4}{m}}{\tfrac {2}{m}}{\tfrac {2}{m}}} и {\displaystyle \color {Black}{\tfrac {6}{m}}{\tfrac {2}{m}}{\tfrac {2}{m}}}.
Поскольку ось 3 и перпендикулярная к ней плоскость эквивалентны оси 6, то {\displaystyle \color {Black}{\tfrac {3}{m}}} = 6 и {\displaystyle \color {Black}{\tfrac {3}{m}}}m2 = 6m2, но использовать рекомендуется именно обозначения с инверсионной осью 6, так как её симметрия выше, чем у оси 3. Группы 42m и 6m2 могут быть записаны как 4m2 и 62m. Выше были приведены обозначения, принятые в русскоязычной литературе. Последовательность символов 2 и m в этих группах становятся важна при описании производных от них пространственных групп, так как элемент на второй позиции направлен вдоль оси ячейки Браве, а элемент на третьей позиции направлен по диагонали грани. Например, символы P42m и P4m2 обозначают две разные пространственные группы. Группа 32 тоже может быть более подробно записана как 321 или 312 для разных ориентаций оси 2. Аналогично, различные ориентации приводят к двум разным пространственным группам P321 и P312. То же относится и к группам 3m (альтернативные записи 3m1 и 31m) и 3{\displaystyle \color {Black}{\tfrac {2}{m}}} (альтернативные записи 3{\displaystyle \color {Black}{\tfrac {2}{m}}}1 и 31{\displaystyle \color {Black}{\tfrac {2}{m}}}).
Высшая категория — точечные группы, в которых присутствуют несколько осей высшего порядка.
на 1-й позиции — эквивалентные направления X, Y, Z
на 2-й позиции — всегда присутствующие там четыре оси 3 или 3
на 3-й позиции — диагональное направление между координатными осями
К этой категории относятся пять групп — 23, 432, {\displaystyle \color {Black}{\tfrac {2}{m}}}3, 43m и {\displaystyle \color {Black}{\tfrac {4}{m}}}3{\displaystyle \color {Black}{\tfrac {2}{m}}}
Международные символы обычно упрощают, заменяя {\displaystyle \color {Black}{\tfrac {n}{m}}} на m, если ось n порождена другими элементами симметрии, указанными в символе. Нельзя убрать лишь обозначение главной оси в средней категории.
Например, {\displaystyle \color {Black}{\tfrac {2}{m}}{\tfrac {2}{m}}{\tfrac {2}{m}}} записывают как mmm, {\displaystyle \color {Black}{\tfrac {4}{m}}{\tfrac {2}{m}}{\tfrac {2}{m}}} как {\displaystyle \color {Black}{\tfrac {4}{m}}}mm, а {\displaystyle \color {Black}{\tfrac {4}{m}}}3{\displaystyle \color {Black}{\tfrac {2}{m}}} как m3m.

### СимволыШубникова
Символы Шубникова занимают промежуточное положение между символами Шёнфлиса и символами Германа — Могена. По виду они скорее похожи на последние, но по смыслу ближе к символам Шёнфлиса. Так же, как и в символах Германа — Могена, оси обозначаются арабскими цифрами, а плоскость — символом m. Однако для обозначения оси несобственного вращения выбирается зеркальная ось, а не инверсионная, как в международном символе. Зеркальная ось обозначается арабской цифрой со значком тильды: зеркальная ось 2-го порядка {\displaystyle {\tilde {2}}} (то же, что и центр инверсии 1), зеркальная ось 4-го порядка {\displaystyle {\tilde {4}}} (она же инверсионная ось четвёртого порядка 4) и зеркальная ось 6-го порядка {\displaystyle {\tilde {6}}} (эквивалентна инверсионной оси третьего порядка 3). Так же, как и в символах Шёнфлиса, обозначаются только порождающие элементы симметрии. Например, шубниковский символ 4:2, так же как и D4 у Шёнфлиса, обозначает, что группа образована осью 4-го порядка и перпендикулярной к ней осью 2-го порядка, в то время как международный символ 422 указывает также на наличие в группе симметрически неэквивалентных осей второго порядка.
Направление побочных осей и плоскостей указывается через знак : если они перпендикулярны главной оси, • — если параллельны главной оси и / — если наклонны по отношению к главной оси.
Следует обратить внимание на обозначения групп {\displaystyle {\tilde {4}}\cdot m} и {\displaystyle {\tilde {6}}\cdot m}. Так же, как и в соответствующих международных символах 42m и 3m, в них обозначаются оси несобственного вращения, в то время как в символах Шёнфлиса D2d и D3d обозначаются только поворотные оси, входящие в состав осей несобственного вращения (ось 2 входит в {\displaystyle {\tilde {4}}} и ось 3 входит в {\displaystyle {\tilde {6}}}).

### Орбифолдное обозначение
Орбифолдное обозначение было предложено Уильямом Тёрстоном и популяризировано Джоном Конвеем. В принципе, оно было введено для описания групп симметрии на двухмерных поверхностях постоянной кривизны (например, 17 двухмерных кристаллографических групп на плоскости, группы симметрии на гиперболической плоскости, группы симметрии на сфере), но поскольку группы симметрии на сфере эквивалентны трёхмерным точечным группам, эти обозначения можно использовать и для последних. Здесь объясняется смысл орбифолдных обозначений при описании трёхмерных точечных групп.
Как и в международной системе, наличие осей симметрии обозначается арабскими цифрами, и в обоих обозначениях указываются не только порождающие элементы, но и симметрически неэквивалентные. Тут, однако, есть небольшое различие — в орбифолдной системе обозначаются не просто неэквивалентные оси симметрии, а неэквивалентные направления. У всякой оси есть два направления («верх и низ» для вертикальной или «лево и право» для горизонтальной). Например, в группах с единственной осью (Cn по Шёнфлису) эти направления неэквивалентны, поэтому такие группы обозначаются как nn. К кристаллографическим относятся группы 11, 22, 33, 44 и 66. В группах с осями 2-го порядка, перпендикулярными главной оси (Dn по Шёнфлису), оси 2-го порядка «переворачивают» главную ось на 180 градусов, делая таким образом оба её направления эквивалентными. Однако самих направлений 2-го порядка в таких группах два типа, поэтому группы обозначаются как n22. Порядок цифр не важен, важно лишь их положение по отношению к символу плоскости симметрии (если она присутствует в группе), о чём будет написано ниже. Кристаллографическими будут группы 222, 322, 422 и 622 (можно писать и 222, 223, 224 и 226). Интересно сравнить эти символы с соответствующими международными 222, 32, 422 и 622. В группах с главной осью чётного порядка присутствует два класса симметрически неэквивалентых горизонтальных осей 2-го порядка (поэтому две двойки в международном символе), но у каждой из осей оба направления эквивалентны. В группах с главной осью нечётного порядка, все оси 2-го порядка эквивалентны (поэтому международный символ 32, а не 322), но «левое» и «правое» направления у этих горизонтальных осей различны, поэтому всё равно получаем два класса симметрически неэквивалентных направлений 2-го порядка, и в орбифолдном обозначении получается 322 (522, 722 и т. д.).
Наличие в группе одной или нескольких плоскостей симметрии обозначается единственной звёздочкой *. При этом если символ оси расположен правее звёздочки, то значит через ось проходят плоскости симметрии (n плоскостей через ось n-го порядка), если цифра расположена левее звёздочки, то плоскости через ось не проходят. Например, в группе *332 (Td по Шёнфлису), через все оси проходят плоскости, а в группе 3*2 (Th по Шёнфлису) плоскости проходят только через оси 2-го порядка, но не через оси 3-го.
Ещё несколько примеров:
В группах с плоскостью симметрии, перпендикулярной главной оси симметрии (Cnh по Шёнфлису), оба направления оси становятся эквивалентными и группы обозначаются символом n*. Кристаллографическими будут группы 2*, 3*, 4* и 6*. Если же плоскость симметрии проходит через ось (Cnv по Шёнфлису), то, как было сказано выше, звёздочка ставится левее цифры, и получаем группы *22, *33, *44, *66. Цифры снова удваиваются, так как направления главной оси («верх и низ») снова неэквивалентны.
Не только плоскости симметрии могут переводить части фигуры (фрагменты мотива) в зеркально им симметричные. Например, к таким элементам относятся зеркальные и инверсионные оси. Для двумерных кристаллографических групп на плоскости таким элементом является скользящее отражение (то есть отражение с одновременным сдвигом вдоль линии отражения). Наличие в группе такого элемента обозначается значком x («чудо» по Конвею). Этот значок используется только в случае, если действие элемента никак нельзя представить в виде комбинации других элементов из символа группы. В случае 3-мерных точечных групп, это относится к группам, состоящим из единственной зеркальной оси чётного порядка, S2 = Ci, S4 и S6. Они будут обозначаться 1x, 2x и 3x, соответственно.

### Обозначение Коксетера
Первоначально Коксетер использовал эти обозначения для групп, образованных набором плоскостей симметрии. При пересечении двух плоскостей симметрии под углом {\displaystyle \color {Black}{\tfrac {180}{n}}} градусов образуется ось симметрии n-го порядка и получается точечная группа Cnv, которая будет обозначаться как [n]. Если группа порождается тремя плоскостями, то символ группы состоит из двух цифр [n, m], где опять же каждая цифра обозначает порядок поворотной оси образованной при пересечении плоскостей. К таким группам относятся группы Dnh, которые будут обозначаться как [n,2], а также группы симметрии правильных многогранников Th (тетраэдр), Oh (куб) и Ih (икосаэдр), которые будут обозначаться как [3,3], [4,3] и [5,3]. Остальные группы симметрии можно рассматривать как подгруппы вышеописанных и для их описания обозначения Коксетера были дополнены значком +. Если + стоит за квадратными скобками, то из всей группы убираются плоскости симметрии и остаётся только осевой комплекс группы. Например, [3,3]+, [4,3]+ и [5,3]+ обозначают группы T, O и I. Если + стоит внутри скобок над одной из цифр, то убираются две соответствующие порождающие плоскости симметрии (но остаётся порождённая ими ось), а вместе с ними пропадают некоторые другие элементы группы. В обоих случаях порядок группы уменьшается вдвое. Группы типа [n+,m+] являются пересечением групп [n+,m] и [n, m+], то есть состоят из элементов симметрии, которые присутствуют в обеих исходных группах. Порядок группы [n+,m+] вчетверо меньше порядка группы [n, m]. Точечные группы этого типа всегда имеют запись вида [2n+,2+] и им соответствуют S2n символы Шёнфлиса.
Поясним обозначения на примере групп с осью четвёртого порядка. При пересечении двух плоскостей под углом 45° образуется ось 4-го порядка и полученная группа — это C4v (международный символ 4mm), которая будет обозначаться как [4]. При добавлении ещё одной, перпендикулярной обеим плоскости симметрии, образуется группа D4h ({\displaystyle \color {Black}{\tfrac {4}{m}}{\tfrac {2}{m}}{\tfrac {2}{m}}}), которая обозначается как [4,2]. Если убрать плоскости симметрии из группы [4] (но при этом оставить порождённую ими ось симметрии), то получается группа C4 (международный символ 4), обозначаемая как [4]+. Если убрать все плоскости симметрии из группы [4,2], то получается группа D4 (422), обозначаемая как [4,2]+.
Группа [4+,2] обозначает группу [4,2], в которой убраны вертикальные плоскости симметрии, породившие ось 4-го порядка, при этом сама ось 4-го порядка осталась, а также осталась горизонтальная плоскость. Но пропали горизонтальные оси второго порядка. Полученная группа — это С4h ({\displaystyle \color {Black}{\tfrac {4}{m}}}). Из этого примера можно видеть, что + над одной из цифр «убивает» ось симметрии, соответствующую соседней цифре.
Группа [4,2+] обозначает группу [4,2], в которой убрана горизонтальная плоскость и одна из порождающих вертикальных. Таким образом частично остались горизонтальные оси 2-го порядка, но пропала ось 4-порядка. Полученная группа состоит из двух горизонтальных осей 2-го порядка и двух идущих между ними вертикальных плоскостей. Это группа D2d (42m).
Наконец, группа [4+,2+] является пересечением групп [4+,2] и [4,2+] и это просто зеркальная ось 4-го порядка S4 (4), которая присутствует в обеих группах {\displaystyle \color {Black}{\tfrac {4}{m}}} и 42m.

## Сравнение различных обозначений точечных групп
| Категория | Сингония       | Кристаллическая система | Герман-Моген (полный символ)                                                                | Герман-Моген (сокращённый) | Символы Шубникова                   | Символы Шёнфлиса | Символы Браве          | Орбифолдное | Коксетер | Порядок группы |
| --------- | -------------- | ----------------------- | ------------------------------------------------------------------------------------------- | -------------------------- | ----------------------------------- | ---------------- | ---------------------- | ----------- | -------- | -------------- |
| Низшая    | Триклинная     | Триклинная              | 1                                                                                           | 1                          | {\displaystyle 1\ }                 | C1               | L1                     | 11          | [ ]+     | 1              |
| Низшая    | Триклинная     | Триклинная              | 1                                                                                           | 1                          | {\displaystyle {\tilde {2}}}        | Ci = S2          | C = Ł1                 | x           | [2+,2+]  | 2              |
| Низшая    | Моноклинная    | Моноклинная             | 2                                                                                           | 2                          | {\displaystyle 2\ }                 | C2               | L2                     | 22          | [2]+     | 2              |
| Низшая    | Моноклинная    | Моноклинная             | m                                                                                           | m                          | {\displaystyle m\ }                 | Cs = C1h         | P = Ł2                 | *           | [ ]      | 2              |
| Низшая    | Моноклинная    | Моноклинная             | {\displaystyle \color {Black}{\tfrac {2}{m}}}                                               | 2/m                        | {\displaystyle 2:m\ }               | C2h              | L2P⊥C                  | 2*          | [2,2+]   | 4              |
| Низшая    | Ромбическая    | Ромбическая             | 222                                                                                         | 222                        | {\displaystyle 2:2\ }               | D2 = V           | 3L2                    | 222         | [2,2]+   | 4              |
| Низшая    | Ромбическая    | Ромбическая             | mm2                                                                                         | mm2                        | {\displaystyle 2\cdot m\ }          | C2v              | L2P                    | *22         | [2]      | 4              |
| Низшая    | Ромбическая    | Ромбическая             | {\displaystyle \color {Black}{\tfrac {2}{m}}{\tfrac {2}{m}}{\tfrac {2}{m}}}                 | mmm                        | {\displaystyle m\cdot 2:m\ }        | D2h              | 3L23PC                 | *222        | [2,2]    | 8              |
| Средняя   | Тетрагональная | Тетрагональная          | 4                                                                                           | 4                          | {\displaystyle 4\ }                 | C4               | L4                     | 44          | [4]+     | 4              |
| Средняя   | Тетрагональная | Тетрагональная          | 4                                                                                           | 4                          | {\displaystyle {\tilde {4}}}        | S4               | Ł4                     | 2x          | [2+,4+]  | 4              |
| Средняя   | Тетрагональная | Тетрагональная          | {\displaystyle \color {Black}{\tfrac {4}{m}}}                                               | 4/m                        | {\displaystyle 4:m\ }               | C4h              | L4P⊥C                  | 4*          | [2,4+]   | 8              |
| Средняя   | Тетрагональная | Тетрагональная          | 422                                                                                         | 422                        | {\displaystyle 4:2\ }               | D4               | L4L2                   | 422         | [4,2]+   | 8              |
| Средняя   | Тетрагональная | Тетрагональная          | 4mm                                                                                         | 4mm                        | {\displaystyle 4\cdot m\ }          | C4v              | L4P                    | *44         | [4]      | 8              |
| Средняя   | Тетрагональная | Тетрагональная          | 42m                                                                                         | 42m                        | {\displaystyle {\tilde {4}}\cdot m} | D2d              | Ł42L2P                 | 2*2         | [2+,4]   | 8              |
| Средняя   | Тетрагональная | Тетрагональная          | {\displaystyle \color {Black}{\tfrac {4}{m}}{\tfrac {2}{m}}{\tfrac {2}{m}}}                 | 4/mmm                      | {\displaystyle m\cdot 4:m\ }        | D4h              | L4L24P\|\|P⊥C          | *422        | [4,2]    | 16             |
| Средняя   | Гексагональная | Тригональная            | 3                                                                                           | 3                          | {\displaystyle 3\ }                 | C3               | L3                     | 33          | [3]+     | 3              |
| Средняя   | Гексагональная | Тригональная            | 3                                                                                           | 3                          | {\displaystyle {\tilde {6}}}        | S6 = C3i         | Ł3 = L3C               | 3x          | [2+,6+]  | 6              |
| Средняя   | Гексагональная | Тригональная            | 32                                                                                          | 32                         | {\displaystyle 3:2\ }               | D3               | L3L2                   | 322         | [3,2]+   | 6              |
| Средняя   | Гексагональная | Тригональная            | 3m                                                                                          | 3m                         | {\displaystyle 3\cdot m\ }          | C3v              | L3P                    | *33         | [3]      | 6              |
| Средняя   | Гексагональная | Тригональная            | 3{\displaystyle \color {Black}{\tfrac {2}{m}}}                                              | 3m                         | {\displaystyle {\tilde {6}}\cdot m} | D3d              | Ł3L23P = L3L23PC       | 2*3         | [2+,6]   | 12             |
| Средняя   | Гексагональная | Гексагональная          | 6                                                                                           | 6                          | {\displaystyle 6\ }                 | C6               | L6                     | 66          | [6]+     | 6              |
| Средняя   | Гексагональная | Гексагональная          | 6                                                                                           | 6                          | {\displaystyle 3:m\ }               | C3h              | L3P⊥ = Ł6              | 3*          | [2,3+]   | 6              |
| Средняя   | Гексагональная | Гексагональная          | {\displaystyle \color {Black}{\tfrac {6}{m}}}                                               | 6/m                        | {\displaystyle 6:m\ }               | C6h              | L6P⊥C                  | 6*          | [2,6+]   | 12             |
| Средняя   | Гексагональная | Гексагональная          | 622                                                                                         | 622                        | {\displaystyle 6:2\ }               | D6               | L6L2                   | 622         | [6,2]+   | 12             |
| Средняя   | Гексагональная | Гексагональная          | 6mm                                                                                         | 6mm                        | {\displaystyle 6\cdot m\ }          | C6v              | L6P                    | *66         | [6]      | 12             |
| Средняя   | Гексагональная | Гексагональная          | 6m2                                                                                         | 6m2                        | {\displaystyle m\cdot 3:m\ }        | D3h              | L3L23P\|\|P⊥ = Ł63L23P | *322        | [3,2]    | 12             |
| Средняя   | Гексагональная | Гексагональная          | {\displaystyle \color {Black}{\tfrac {6}{m}}{\tfrac {2}{m}}{\tfrac {2}{m}}}                 | 6/mmm                      | {\displaystyle m\cdot 6:m\ }        | D6h              | L6L26P\|\|P⊥C          | *622        | [6,2]    | 24             |
| Высшая    | Кубическая     | Кубическая              | 23                                                                                          | 23                         | {\displaystyle 3/2\ }               | T                | 3L24L3                 | 332         | [3,3]+   | 12             |
| Высшая    | Кубическая     | Кубическая              | {\displaystyle \color {Black}{\tfrac {2}{m}}}3                                              | m3                         | {\displaystyle {\tilde {6}}/2}      | Th               | 3L24L3PC               | 3*2         | [3+,4]   | 24             |
| Высшая    | Кубическая     | Кубическая              | 43m                                                                                         | 43m                        | {\displaystyle 3/{\tilde {4}}}      | Td               | 3Ł4L36P                | *332        | [3,3]    | 24             |
| Высшая    | Кубическая     | Кубическая              | 432                                                                                         | 432                        | {\displaystyle 3/4\ }               | O                | 3L4L36L2               | 432         | [4,3]+   | 24             |
| Высшая    | Кубическая     | Кубическая              | {\displaystyle \color {Black}{\tfrac {4}{m}}}3{\displaystyle \color {Black}{\tfrac {2}{m}}} | m3m                        | {\displaystyle {\tilde {6}}/4}      | Oh               | 3L4L36L29PC            | *432        | [4,3]    | 48             |

## Изображение точечных групп. Стереографические проекции точечных групп
Плоскости симметрии обозначены двойными линиями, поворотные оси — соответствующим многоугольником (оси второго порядка — овалом), центр инверсии — незамкнутой окружностью. Инверсионные оси четвёртого и шестого порядков обозначены незакрашенными квадратом и шестиугольником; при этом оси второго и третьего порядков, входящие в них (ось 2 принадлежит 4, ось 3 принадлежит 6) тоже обозначаются.
| Кристаллическая система | Стереографические проекции | Стереографические проекции | Стереографические проекции                         | Стереографические проекции | Стереографические проекции | Стереографические проекции                          | Стереографические проекции                                                                      |
| ----------------------- | -------------------------- | -------------------------- | -------------------------------------------------- | -------------------------- | -------------------------- | --------------------------------------------------- | ----------------------------------------------------------------------------------------------- |
| Триклинная              | 1, C1                      | 1, Ci                      |                                                    |                            |                            |                                                     |                                                                                                 |
| Моноклинная             | 2, C2                      | m, Cs                      | {\displaystyle \color {Black}{\tfrac {2}{m}}}, C2h |                            |                            |                                                     |                                                                                                 |
| Ромбическая             |                            |                            |                                                    | 222, D2                    | mm2, C2v                   |                                                     | {\displaystyle \color {Black}{\tfrac {2}{m}}{\tfrac {2}{m}}{\tfrac {2}{m}}}, D2h                |
| Тетрагональная          | 4, C4                      | 4, S4                      | {\displaystyle \color {Black}{\tfrac {4}{m}}}, C4h | 422, D4                    | 4mm, C4v                   | 42m, D2d                                            | {\displaystyle \color {Black}{\tfrac {4}{m}}{\tfrac {2}{m}}{\tfrac {2}{m}}}, D4h                |
| Тригональная            | 3, C3                      | 3, S6                      |                                                    | 32, D3                     | 3m, C3v                    | 3{\displaystyle \color {Black}{\tfrac {2}{m}}}, D3d |                                                                                                 |
| Гексагональная          | 6, C6                      | 6, C3h                     | {\displaystyle \color {Black}{\tfrac {6}{m}}}, C6h | 622, D6                    | 6mm, C6v                   | 6m2, D3h                                            | {\displaystyle \color {Black}{\tfrac {6}{m}}{\tfrac {2}{m}}{\tfrac {2}{m}}}, D6h                |
| Кубическая              | 23, T                      |                            | {\displaystyle \color {Black}{\tfrac {2}{m}}}3, Th | 432, O                     |                            | 43m, Td                                             | {\displaystyle \color {Black}{\tfrac {4}{m}}}3{\displaystyle \color {Black}{\tfrac {2}{m}}}, Oh |

## Схема связи между точечными группами
На данной схеме группы расположены от менее симметричных (снизу) до групп с более высокой симметрией (сверху). Группы одинакового порядка лежат на одной высоте.
Каждая нижележащая группа является подгруппой старшей группы, связанной с ней линией. Для удобства восприятия линии даны разного цвета.

## История
Первый вывод всех 32 кристаллографических точечных групп был дан в 1830 году Иоганном Гесселем в его трактате «Кристаллометрия или кристаллономия и кристаллография, разработанная оригинальным образом на основе нового общего учения собственно о фигурах, с полным обозрением важнейших работ и методов других кристаллографов». Однако этот вывод точечных групп остался незамеченным. Следующий вывод был дан Огюстом Браве в 1849 году в мемуаре «Исследование о многогранниках симметричной формы». Однако Браве не учитывал оси несобственного вращения (зеркально-поворотные или инверсионные), и в результате пропустил группу S4. Все остальные 31 кристаллографические группы можно вывести как комбинацию только осей симметрии, плоскостей отражения и центра инверсии. Наконец, в 1867 году Аксель Гадолин в «Записках Петербургского минералогического общества» опубликовал «Вывод всех кристаллографических систем и их подразделений из одного общего начала». Именно в работе Гадолина впервые в явном виде сообщается, что число видов симметрии для кристаллических многогранников (то есть кристаллографических точечных групп симметрии) равно 32. В этой работе Гадолин ввёл в науку понятие инверсионной оси. Также именно в этой статье впервые появляются стереографические проекции 32-х точечных групп.